# Jayney Klimek

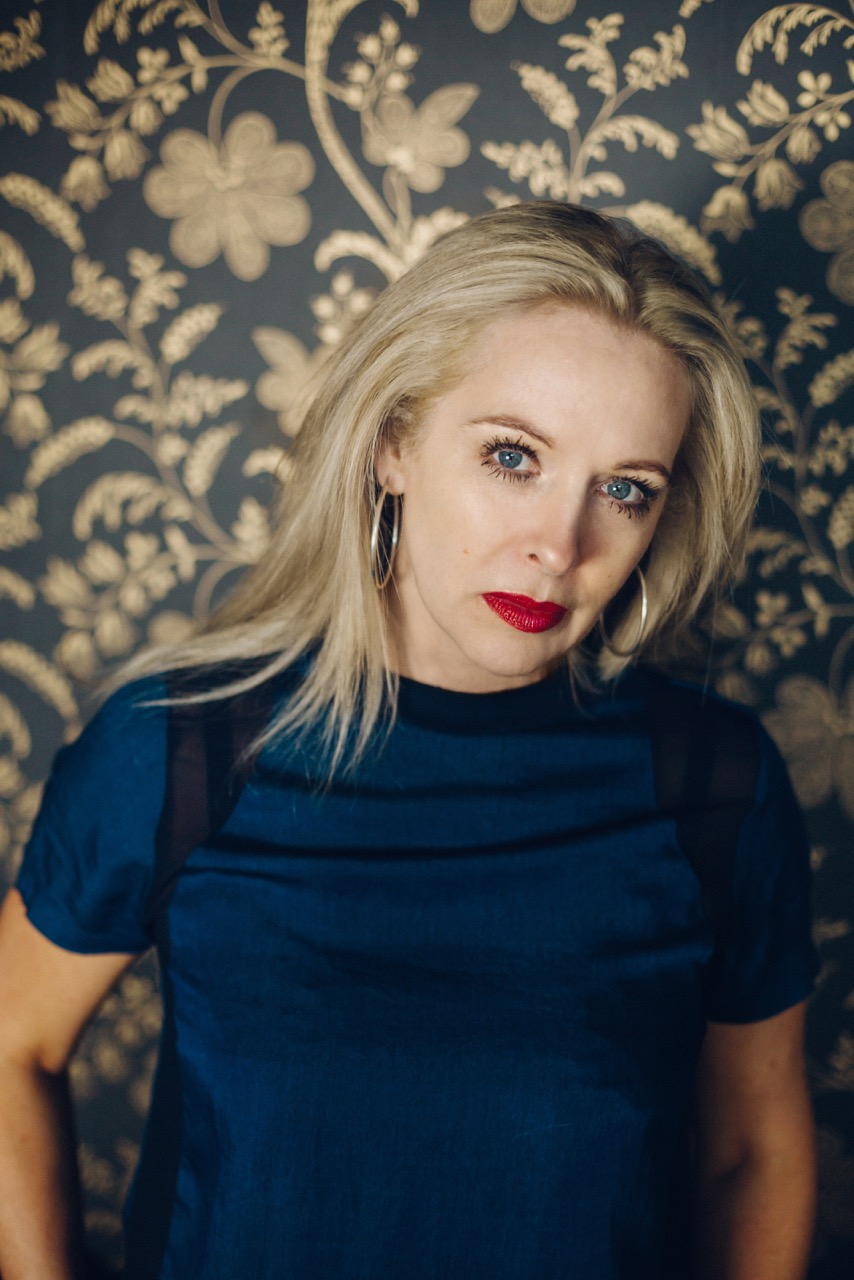
Klimek (2015)

Jayney Miriam Klimek (* 18. August 1962 in Melbourne) ist eine australische Sängerin und Songwriterin, die seit 1984 in Berlin lebt.

## Familie
Die Mutter Luisa Cester war eine Tochter der Eheleute Eugenia und Ernesto Cester und wurde am 29. Januar 1919 in Pasiano di Pordenone geboren. Mitte 1940 reiste sie von Oberitalien nach Australien aus. Nach Kriegsende heiratete sie Alfons Klimek und gebar acht Kinder. Ihre jüngere Schwester Fanny Cester (1921–1988) war eine Opernsängerin und heiratete 1940 den Radrennfahrer Nino Borsari (1911–1996).
Jayney ist die Zwillingsschwester von Johnny Klimek und die Schwester von Alf Klimek. Sie ist außerdem eine Cousine zweiten Grades der Brüder Nic und Chris Cester von Jet.

## Musikalische Karriere
Jayney Klimek studierte klassischen Gesang und Schauspielkunst am National Theatre in Melbourne und dann an der John Gauci School of Film. Ihre musikalische Karriere begann 1985, als sie der Gruppe The Other Ones beitrat, mit der sie mehrere Charterfolge feierte.
Von da an sang sie auf zahlreichen Alben und Konzerten von Musikern wie Tony Banks, Tangerine Dream, Paul van Dyk, Alphaville und Terranova.
2005 gründete sie eine neue Band, You Pretty Thing, mit dem Gitarristen und Produzenten Andreas Schwarz-Ruszczynski, der zuvor ebenfalls bei The Other Ones tätig gewesen war.
Für ihr 2014 veröffentlichtes Solo-Album „Awake“, das in Berlin und London aufgenommen und produziert wurde, arbeitete sie unter anderem mit Gareth Jones (Depeche Mode, Erasure, Einstürzende Neubauten) zusammen.

## Film
Im Jahr 2016 gab Jayney Klimek ihr Schauspieldebüt in dem österreichischen Kinofilm Hotel Rock´n´Roll.